# バスケットボール女子イギリス代表
バスケットボール女子イギリス代表(Great Britain women's national basketball team)は、イギリスバスケットボール連盟によって国際大会に派遣されるイギリスの女子バスケットボールのナショナルチームである。

## 歴史
2005年12月1日にイングランド、スコットランドおよびウェールズのバスケットボール協会によって組織された。北アイルランドのバスケットボール協会は含まれていない。2010年8月、欧州選手権予選グループDで1位となり、本戦初出場が決定。2011年バスケットボール女子欧州選手権では予選リーグで1勝をあげ11位。2012年のロンドンオリンピックにホスト国としてオリンピック初出場。

## 主な国際大会成績
- 夏季オリンピック
  - 2012年 － 11位
- バスケットボール欧州選手権
  - 2011年 － 11位